# پونی، ان
پونی، ان (فرانسوی: Pougny‎) یک کمون در دپارتمان ان، فرانسه است. این کمون ۷٫۷۷ مساحت و ۸۰۷ نفر جمعیت دارد.